# のと鉄道
のと鉄道株式会社（のとてつどう、英: NOTO RAILWAY CO.,LTD.）は、国鉄再建法により第3次特定地方交通線に選定された能登線を引き受けるために石川県などが出資し、第三セクターとして設立された鉄道事業者である。現在は、七尾線のみを運営している。ロゴマークは平仮名の「のと」を組み合わせたもの。

## 概要
石川県が旧国鉄能登線廃止に際して鉄道存続に意欲を見せ、運輸省（当時）に廃止対象路線の早期指定を愛知県・高知県と共同で陳情したいきさつを持つ。能登線の廃止の決定を受けて路線の引き受け会社としてのと鉄道株式会社が設立され、能登線の全線を継承して運営に当たった。転換当初は運賃を若干値上げしたものの、運行本数を増加して乗客・収入ともに増加させ、第三セクター鉄道の成功例と言われたこともあった。
1991年に地元の悲願であったJR七尾線の和倉温泉までの直流電化の見返りとして、同線のうち電化されなかった和倉温泉 - 輪島間の営業を西日本旅客鉄道（JR西日本）から無償で引き受ける。しかし能登半島の道路網整備が進んだことや過疎化による沿線人口の減少を受け乗客数は減少の一途をたどっていった。経営改善のため、経営コンサルタントの助言を受けながら2001年には輪島線とも呼ばれていた七尾線の穴水 - 輪島間を、2005年には能登線の穴水 - 蛸島間全線を廃止し、最盛期には100kmを超えた営業路線も現在では三分の一にまでになっている。乗客数の減少により列車本数は削減され、厳しい経営が続いている。なお、七尾線七尾 - 穴水間を存続させた理由の一つに、2014年度の北陸新幹線開業時に並行在来線の経営分離を控えており、石川県に鉄道運営の組織やノウハウを維持しておく必要があったためとされる。
穴水 - 輪島間廃線翌年の2003年、のと鉄道七尾線では急行列車や能登中島折り返し列車も含め上下合わせて10数本が減便され、普通列車のみ1日上下計29本となった。2005年に新型車両が導入された際には、上下各2本が増便された。2015年3月現在、普通列車上下計34本を定期運行している。2015年からは観光列車「のと里山里海号」を運行しており、「のと里山里海号」の運行形態によっては、普通列車が減便となる。
イベントなどで新型車両NT200形を用いた体験運転を穴水駅構内で行っている。NT200形導入後は沿線の小学校・保育所の児童による絵画や田鶴浜野鳥公園で撮影された野鳥の写真、能登線の車両や駅の写真などを積極的に車内に掲示している。
2009年5月から2011年度末まで、えちぜん鉄道などで採用されている車内で接客業務を行うアテンダントが乗務していた（地元の女性2人を採用）。

## 歴史

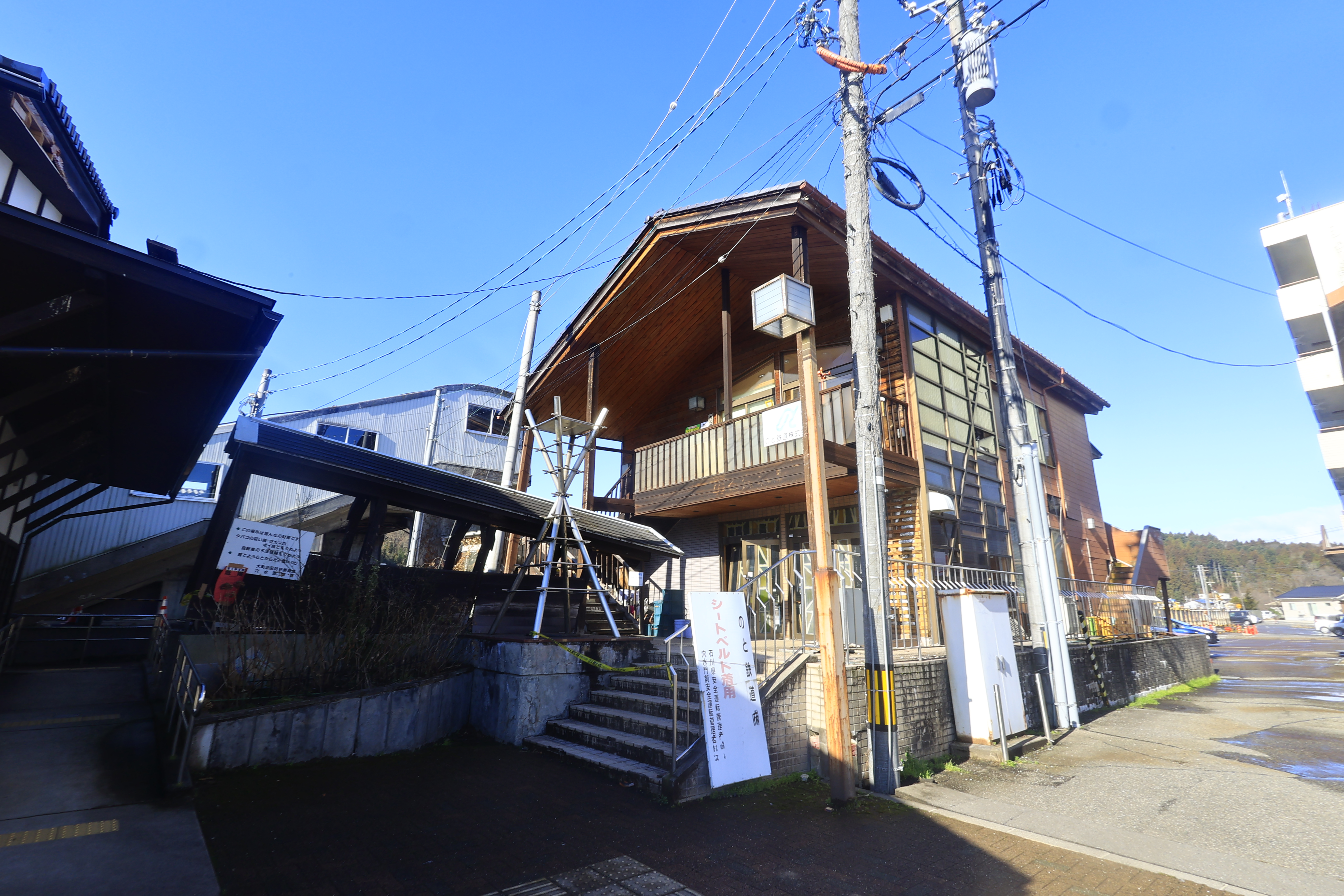
令和6年能登半島地震により被災した本社社屋

- 1987年（昭和62年）4月30日 - 会社設立[10]、本社を能登町宇出津に置く[8]。
- 1988年（昭和63年）3月25日 -  JR西日本から能登線全線（のと穴水（現：穴水） - 蛸島間）がのと鉄道に移管され、のと鉄道能登線として開業[8][11]。
- 1991年（平成3年）9月1日 - JR西日本が七尾線の和倉温泉 - 輪島間の第1種鉄道事業を廃止し、のと鉄道が七尾線 七尾 - 輪島間の第2種鉄道事業者として営業開始（JR西日本が同区間の第3種鉄道事業者となる）[12]。
- 2001年（平成13年）4月1日 - 七尾線 穴水 - 輪島間廃止。
- 2005年（平成17年）
  - 4月1日 - 能登線 穴水 - 蛸島間廃止。
  - 6月 - 本社を能登町から穴水町に移転。
- 2009年（平成21年）5月 - アテンダントが乗務開始。2011年度末まで乗務。
- 2024年（令和6年）
  - 1月1日 - 令和6年能登半島地震により被災し、穴水駅に隣接した本社が損壊し使用不能となる。同社では同駅内に停車中だった車両2両を代替の仮事務所として急場をしのぐ[13]。
  - 4月6日 - 元日の能登半島地震で被災した七尾線が全線で運転再開[14]。

## 路線

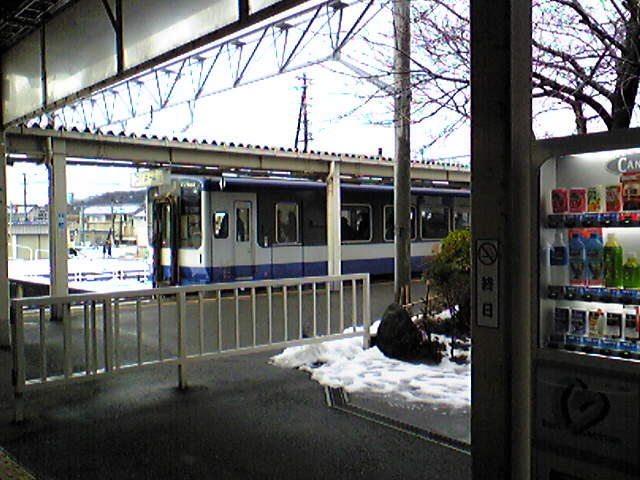
のと鉄道七尾駅ホーム
（2007年12月撮影）

2005年の能登線の廃止により、唯一の営業路線となった七尾線は、JR西日本が第3種鉄道事業者（七尾 - 和倉温泉間は第1種鉄道事業者）として線路を保有しており、のと鉄道は第2種鉄道事業者としてJR西日本の線路を借りて列車を運行するだけの自社で線路を持たない鉄道会社となった。

### 営業路線
- 七尾線 七尾 - 穴水（33.1km・第2種鉄道事業）

### 廃止路線
- 七尾線 穴水 - 輪島（20.4km・第2種鉄道事業）
- 能登線 穴水 - 蛸島（61.0km・第1種鉄道事業）

## 運賃・料金
大人普通旅客運賃（小児半額・10円未満切り上げ）。2019年10月1日改定。
| キロ程        | 運賃（円） |
| ------------- | ---------- |
| 初乗り1 - 4km | 210        |
| 5 - 8         | 290        |
| 9 - 10        | 370        |
| 11 - 12       | 380        |
| 13 - 15       | 430        |
| 16            | 460        |
| 17 - 20       | 530        |
| 21 - 24       | 610        |
| 25 - 28       | 690        |
| 29 - 32       | 780        |
| 33 - 34       | 850        |

特定運賃
- JR西日本との共用区間である七尾 - 和倉温泉間は下表の特定運賃が適用される（小児半額・10円未満切り捨て）。これは、両社の運賃（JR190円・のと鉄道290円）を比較して、安い方の運賃を採用しているためである。
- なお、この区間においてのと鉄道七尾線の列車では、ICOCAは使用できない。

| 特定区間        | キロ程 | 運賃（円） |
| --------------- | ------ | ---------- |
| 七尾 - 和倉温泉 | 6km    | 190        |

運賃計算上の特例
- JR西日本七尾線・のと鉄道七尾線を乗り継ぐ場合の運賃計算における境界駅は和倉温泉駅となっている。（旅客側にとっては七尾駅を境界駅として計算するより有利な規則となっているが、七尾駅を境界駅として乗車券を分割購入したほうが安価になる場合がある[注釈 3]。）

| 区間                                            | 運賃                                                                 |
| ----------------------------------------------- | -------------------------------------------------------------------- |
| JR七尾線徳田駅以遠 - のと鉄道七尾線田鶴浜駅以遠 | 和倉温泉駅を境に両社の運賃を合算                                     |
| JR七尾線徳田駅以遠 - 和倉温泉駅                 | JRの通算運賃を適用                                                   |
| 七尾駅 - 和倉温泉駅間                           | 両社の運賃を比較して安い方の運賃（JR西日本の運賃）を適用（特定運賃） |
| 七尾駅 - のと鉄道七尾線田鶴浜駅以遠             | のと鉄道の通算運賃を適用                                             |

料金
- 乗車整理券：500円（小児同額）
  - 観光列車「のと里山里海号」に乗車する際に必要となる。

## 特別企画乗車券
観光列車「のと里山里海号」に乗車する場合は乗車整理券が別途必要。
自社発売する企画乗車券
2025年現在。
| 乗車券の名称               | 有効期間                                     | 販売価格（大人） | 発売箇所                                                                     | 乗車可能区間 | 備考                       |
| -------------------------- | -------------------------------------------- | ---------------- | ---------------------------------------------------------------------------- | ------------ | -------------------------- |
| つこうてくだしフリーきっぷ | 土日祝日・年末年始（12月29日 - 1月3日）の1日 | 1,000円          | 穴水駅、能登中島駅、田鶴浜駅、七尾駅（のと鉄道係員）、列車内（当日のみ販売） | 七尾線全線   | 観光施設での優待特典あり。 |
委託販売する企画乗車券
2025年現在。
| 乗車券の名称                   | 発売事業者 | 有効期間      | 販売価格（大人） | 発売箇所                               | 乗車可能区間 | 備考                                                                   |
| ------------------------------ | ---------- | ------------- | ---------------- | -------------------------------------- | ------------ | ---------------------------------------------------------------------- |
| 奥能登まるごとフリーきっぷ[16] | 北陸鉄道   | 連続する2日間 | 3,000円          | 穴水駅、七尾駅（のと鉄道係員）、列車内 | 七尾線全線   | 当日購入も可能。サンダーバード・能登かがり火・花嫁のれんには乗車不可。 |
その他の企画乗車券
2023年現在。
| 乗車券の名称           | 発売事業者 | 有効期間      | 販売価格（大人） | 発売箇所                                                           | 乗車可能区間        | 備考 |
| ---------------------- | ---------- | ------------- | ---------------- | ------------------------------------------------------------------ | ------------------- | --- |
| 北陸おでかけtabiwaパス | JR西日本   | 土日祝日の1日 | 2,450円          | 「tabiwa by WESTER」のアプリ上のみ（窓口や車内では発売していない） | 七尾駅 - 和倉温泉駅 | 前の月の同じ日から利用日の3日前まで購入可能。のと里山里海号の七尾駅 - 和倉温泉駅間の乗車券としては使用できない。 |
| 金沢能登tabiwaパス     | JR西日本   | 連続する2日間 | 3,260円          | 「tabiwa by WESTER」のアプリ上のみ（窓口や車内では発売していない） | 七尾線全線          | 前の月の同じ日から利用日当日まで購入可能。サンダーバード・能登かがり火・花嫁のれんには乗車不可。                 |
このほか、デジタル乗車券の販売も開始しており、土日祝日および年末年始（2025年12月29日 - 2026年1月3日）限定で七尾線が1日乗り降り自由となる「のと鉄道沿線復興応援フリーきっぷ」を「RYDE PASS」アプリで2025年7月14日から2026年1月31日まで発売している。

## 輸送・収支実績
| 年度 | 旅客輸送人員（千人） | 一日1Km平均通過人員（人） | 鉄道業営業収入（千円） | 鉄道業営業費（千円） |
| ---- | -------------------- | ------------------------- | ---------------------- | -------------------- |
| 1987 | 60                   | 2,197                     | 18,632                 | 5,237                |
| 1988 | 1,784                | 1,267                     | 506,588                | 460,365              |
| 1989 | 1,715                | 1,193                     | 460,604                | 466,330              |
| 1990 | 1,734                | 1,194                     | 465,573                | 478,757              |
| 1991 | 2,946                | 1,390                     | 742,890                | 868,036              |
| 1992 | 3,670                | 1,440                     | 925,389                | 1,123,672            |
| 1993 | 3,491                | 1,367                     | 867,832                | 1,099,302            |
| 1994 | 3,343                | 1,290                     | 820,054                | 1,085,463            |
| 1995 | 3,258                | 1,285                     | 824,371                | 1,082,474            |
| 1996 | 3,088                | 1,210                     | 784,335                | 1,102,216            |
| 1997 | 2,922                | 1,102                     | 720,207                | 1,013,663            |
| 1998 | 2,755                | 1,037                     | 664,310                | 947,856              |
| 1999 | 2,599                | 974                       | 655,656                | 899,904              |
| 2000 | 2,469                | 919                       | 687,758                | 939,952              |
| 2001 | 2,033                | 919                       | 508,189                | 813,359              |
| 2002 | 1,872                | 756                       | 456,723                | 801,044              |
| 2003 | 1,651                | 672                       | 399,436                | 655,358              |
| 2004 | 1,616                | 766                       | 424,382                | 607,056              |
|      |                      |                           |                        |                      |
| 2012 | 677                  | 778                       | 163,530                | 394,386              |
| 2013 | 657                  | 747                       | 168,636                | 411,057              |
| 2014 | 664                  | 775                       | 169,665                | 398,343              |
| 2015 | 696                  | 851                       | 211,756                | 429,611              |
| 2016 | 657                  | 799                       | 192,499                | 434,964              |
| 2017 | 621                  | 733                       | 178,419                | 437,147              |
| 2018 | 626                  | 745                       | 180,569                | 452,195              |
| 2019 | 617                  | 735                       | 170,586                | 481,939              |

- 民鉄主要統計『年鑑日本の鉄道』1990年-2007年
- 鉄道統計年報 2012年以降

## 車両
最盛期には28両が在籍していたが、穴水 - 輪島間の廃止、穴水 - 蛸島間の廃止に伴う路線の縮小により、在籍車両は2008年時点でNT200形7両まで減少した。2015年、観光列車「のと里山里海号」用に約10年ぶりとなる新車・NT300形2両を導入した。

### 現役車両
- NT200形（201 - 204・211 - 213）
- NT300形（301・302）

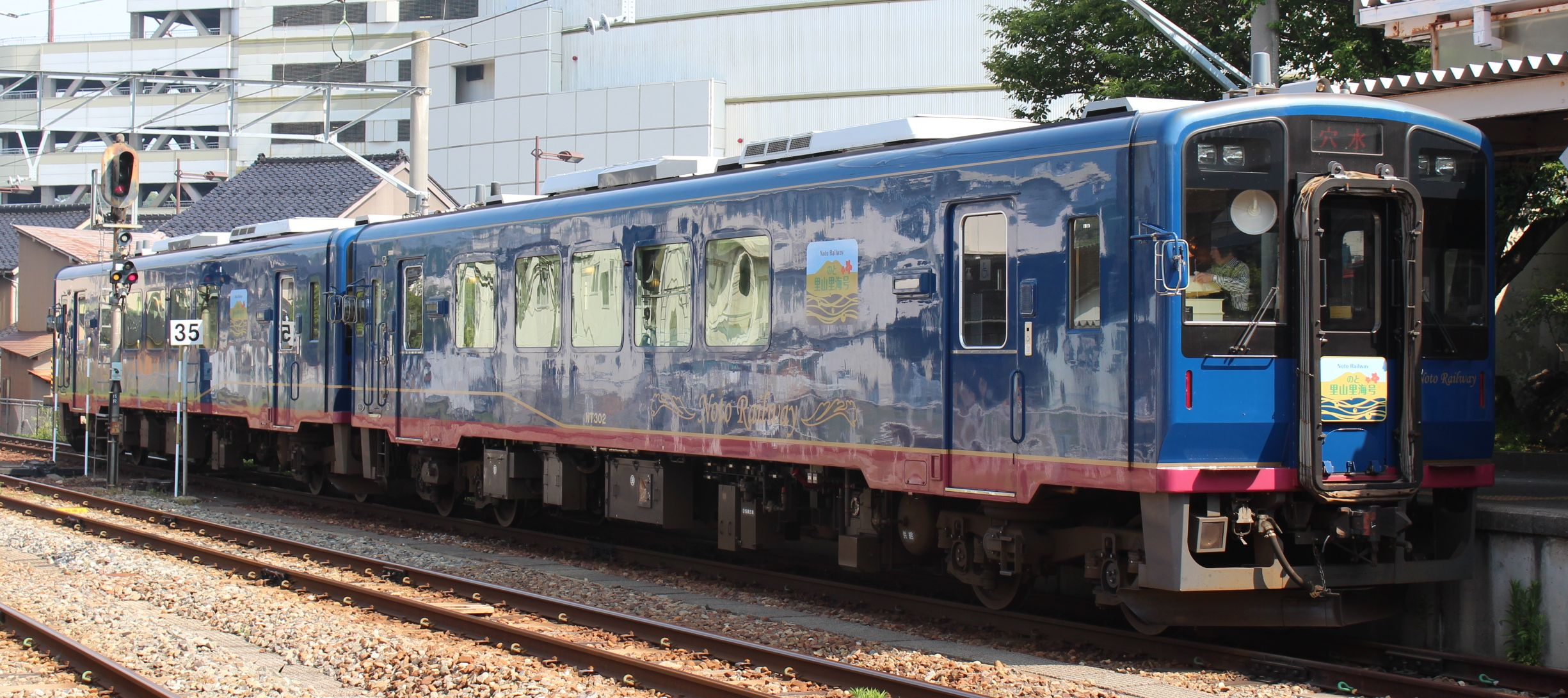
NT300形気動車 「のと里山里海号」
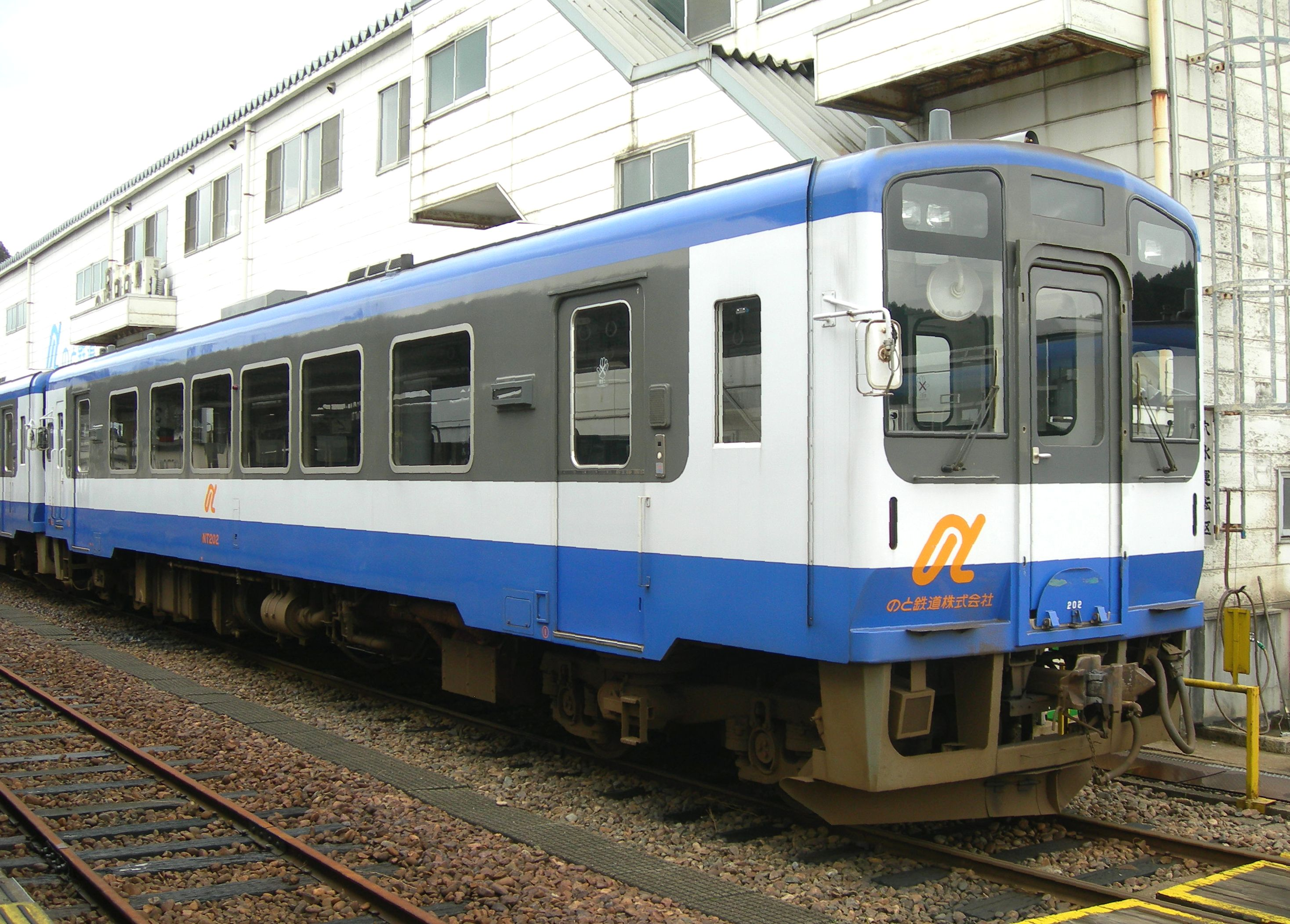
NT200形気動車

### 過去の車両
- NT100形（101 - 113、121 - 133）
- NT800形（801+802）

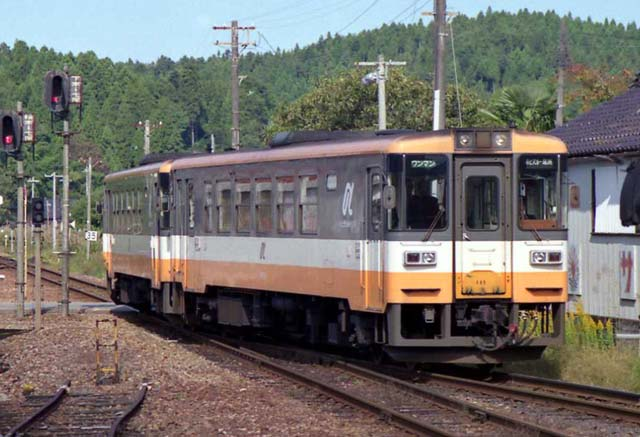
NT100形気動車
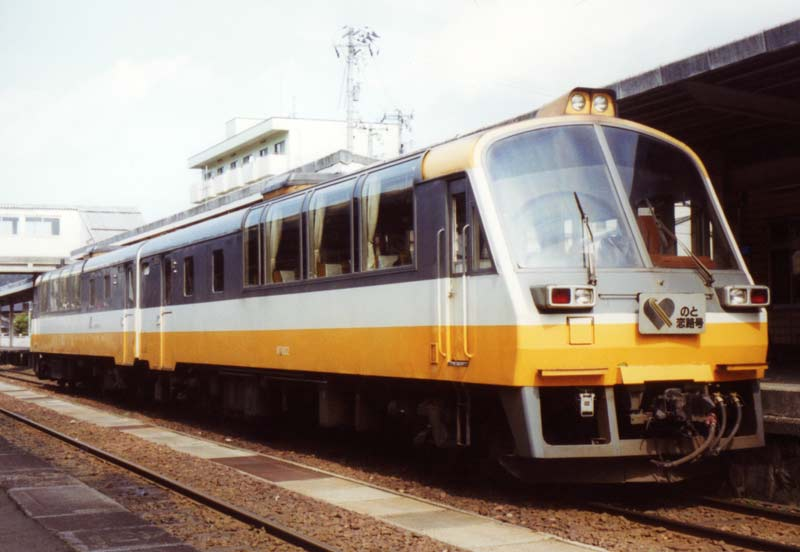
NT800形気動車

このほか、JR西日本のキハ58系気動車が急行「能登路」としてJR金沢駅から輪島駅・珠洲駅に乗り入れていた。2008年には、快速「能登ふるさと博」号（金沢 - 穴水間）として3年ぶりに乗り入れた。

## 作品における描写

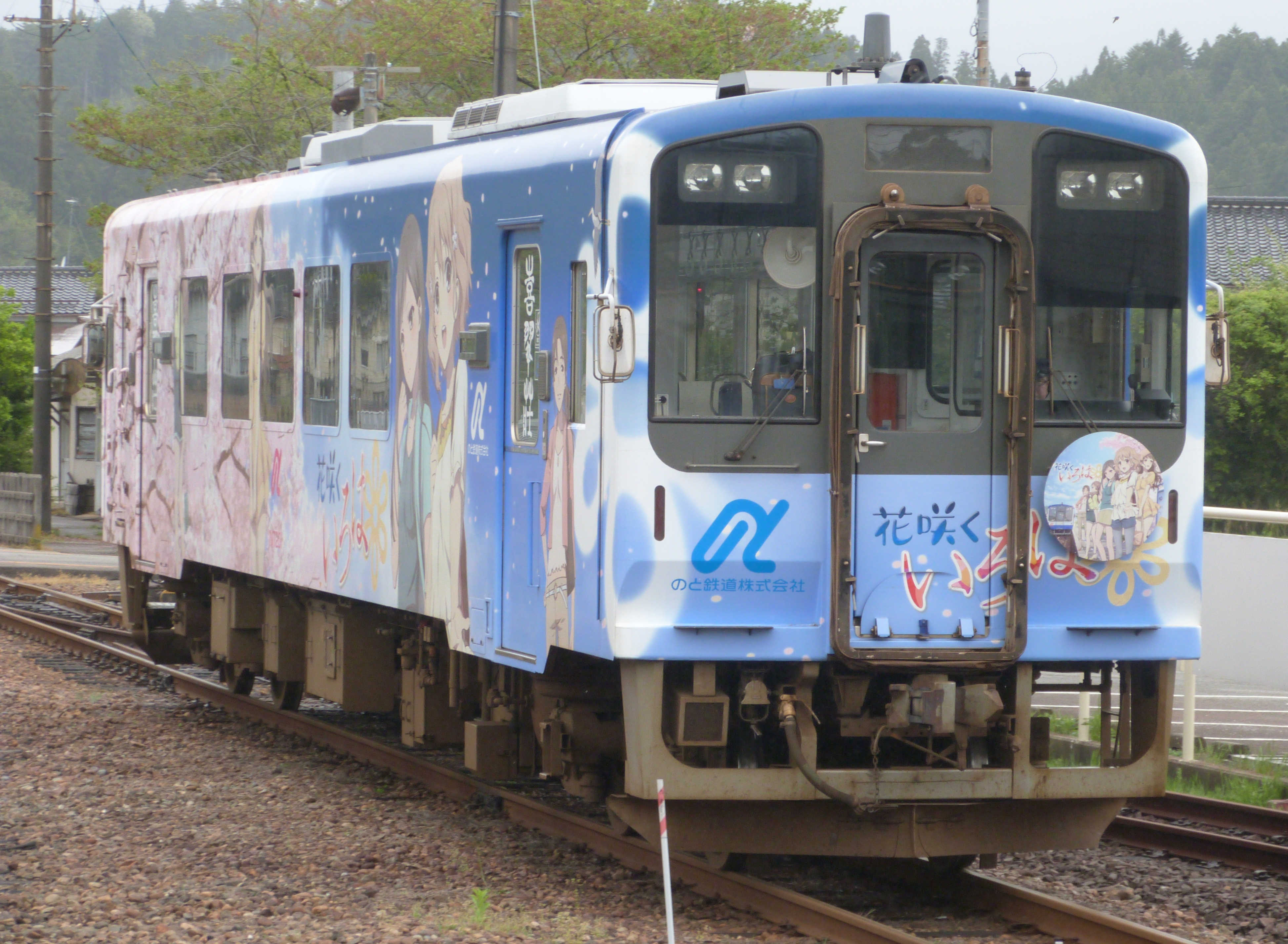
NT201「花咲くいろは」ラッピング車両

『花咲くいろは』
NT200形車両と西岸駅がモデルとなっている。2011年7月23日から期間・車両限定で登場キャラクターを演じる声優によるオリジナル車内放送が行われていたが、番組が終了したため車内放送も9月30日を以って一旦終了予定であった。その後、10月9日に「花咲くいろは」の「湯乃鷺温泉街」のモデルとなった湯涌温泉で開催された「湯涌ぼんぼり祭り」に併せて10月10日まで延長された。なおオリジナル車内放送は10月10日を以って一旦終了した。
後にNT201形車両を使用したラッピング列車が2012年3月24日から運行を開始し、同時に新規録音のオリジナル車内放送が復活した。
なお、これらのオリジナル車内放送を収録したCDなどの限定グッズが、穴水駅構内売店で販売されている。
2013年3月9日には「劇場版 花咲くいろは HOME SWEET HOME」公開を記念してNT202形車両を使用したラッピング列車の運行を開始した。
『君は放課後インソムニア』
沿線の七尾市が舞台ということもあり、2023年4月29日よりラッピング列車を運行予定。

### 急行ゆのさぎ号
前述の「湯涌ぼんぼり祭り」の開催に合わせ、有志団体「鉄道遊走」の協力により七尾 - 穴水間に、行き先に「急行」を表示し公式イラスト（主人公の緒花と小さな女の子の神様と狐）のヘッドマークを着けた団体貸切列車「急行ゆのさぎ」が2往復運転され、定期列車においても登場キャラクターの車内放送を行う車両に「急行ゆのさぎ」とほぼ同じデザインの「ゆのさぎ」のヘッドマークが装着された。
2012年10月7日と8日にも10月6日の「第2回湯涌ぼんぼり祭り」の開催に伴い、前述と同じ有志団体「鉄道遊走」の協力で再び「急行ゆのさぎ」が運行された。この列車も行き先に「急行」が表示され、主人公の緒花がヘッドマークを抱えたものが公式ヘッドマークとして装着されたほか、時間によっては「第2回湯涌ぼんぼり祭り」のヘッドマークも装着された。7日は団体扱いで2往復、8日は一般開放で3往復（急行ゆのさぎ1 - 6号）が運転された。西岸駅での「花咲くいろは」ラッピング列車との交換のほか、7日の運行では急行ゆのさぎ号が田鶴浜駅で長時間停車して後続の定期普通列車が急行ゆのさぎ号を追い抜くと言う珍しい運行が行われ、8日の運行では3往復すべてが一般の乗客も無料で乗車可能な臨時急行列車として運行を行い、車掌の乗務（ただし、車掌はのと鉄道の乗務員ではなく有志団体メンバーが担当した）や有志団体メンバーが車内で記念入場券を無料配布するなど、前年よりも賑やかなイベント列車になった。
2017年4月15日-翌16日において、急行「ゆのさぎ」〜緒花見列車〜を運行している。

## 沿線出身作家のラッピング列車

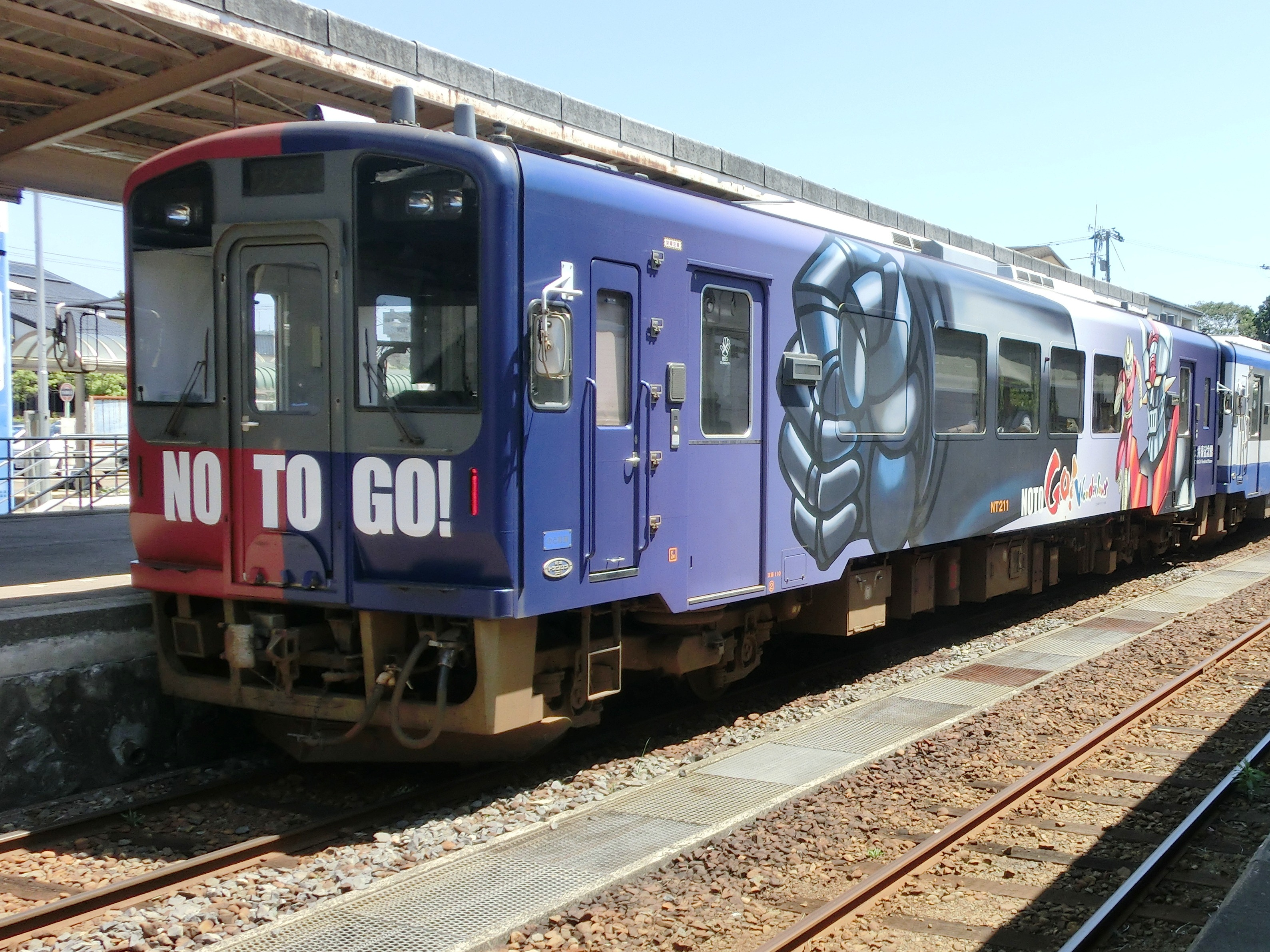
のと鉄道NT211号車のラッピング車両。永井の漫画のキャラクターが描かれている。

かつて七尾線の沿線だった輪島市出身の漫画家・永井豪のキャラクターを描いたラッピング列車をNT211号車にて2012年3月10日から運行していた。当初は「3年間」という予定であったが、3年を超えた2015年4月以降も運行が継続され、2018年10月を以って運行を終了した。